# 中村唯翔
中村 唯翔（なかむら ゆいと、2000年6月9日 - ）は、千葉県流山市出身の陸上競技選手。専門は中距離走・長距離走。流通経済大学付属柏高等学校、青山学院大学総合文化政策学部・総合文化政策学科卒業。 SGホールディングス所属。

## 経歴

### 高校時代まで
- 流山市立南部中学校まではサッカー部に所属。当中学校の卒業前に東葛駅伝へ出走、3区1位の好成績を挙げた。
- 高校は流通経済大学付属柏高等学校へ進学し、陸上部に転部。高校時代は第71回南関東高校陸上大会の男子1500m決勝で、自己記録の3位に入った実績等を持っている。

### 大学時代
- 原晋からスカウトを受けたのを機に、高校卒業後の2019年4月に青山学院大学へ入学し、青山学院大学陸上競技部・男子長距離ブロックに所属。
- 当大学1年時、大学三大駅伝には何れも出場出来なかった。
- 当大学2年時、2020年10月に決行予定だった第32回出雲全日本大学選抜駅伝競走は、新型コロナウイルス感染拡大防止の為に開催中止。同年11月、第52回全日本大学駅伝に出場し、自身初となる三大駅伝で3区を担当。区間3位の好走で14位から6位まで順位を上げた。その後7区で一時はトップに立つも、8区での失速が大きく響いて総合4位止まり。
- 2021年1月開催の第97回東京箱根間往復大学駅伝競走へ、往路のエース区間・2区に初出走。だが中盤以降ペースが上がらず、6位から13位に後退し区間14位にとどまる。その後も青学大は流れに乗れず往路初優勝を果たした創価大と7分35秒差の12位に沈む。翌日の復路は6区～9区の4人全員が区間3位以内と快走し、9区終了時点では4位まで挽回する。そして10区で中倉啓敦が3位の東洋大・清野太雅を一度は追い抜くも終盤に再び抜き返され、あと一歩及ばず。復路優勝こそしたものの、90回大会以来となる表彰台圏外に終わった。
- 当大学3年時、2021年10月の第33回出雲全日本大学選抜駅伝競走は出場無し。同年11月開催の第53回全日本大学駅伝に2年連続で出場するも、区間14位と伸びきらず4位から10位に後退。その後青学大は順位を上げたが、惜しくも駒澤大にわずか8秒差で敗れ総合2位に甘んじた。
- 2022年1月開催の第98回箱根駅伝では復路9区に出走。前日に2年ぶり5度目の箱根駅伝・往路を果たした青学大は、復路でも完全な独走状態に。9区を担当した中村は、結果同区間の新記録を樹立、青学大の2年振り6回目の総合優勝に大きく貢献。更には、中央大・吉居大和と共に箱根駅伝・最優秀選手賞となる「金栗四三杯」にも輝いた。
- 当大学4年時、2022年10月の第34回出雲全日本大学選抜駅伝競走で最終6区に出走し、最終学年で出雲初出場を果たす。トップと1分22秒差の4位で襷を受け懸命に追い上げるも、順位を上げることはできずにそのままゴール。中村は区間3位の好走を見せたが、総合4位に終わった。

- 2022年11月6日の第54回全日本大学駅伝では6区に出走し、5区・岸本大紀から6位で襷を受け、一時は3位まで上がる。8.5kmで順大・西澤侑真に抜き返され4位に後退したが、区間3位の走りで順位を2つ押し上げた。青学大は7区・近藤幸太郎が区間新記録（49分52秒、区間2位）の快走で2位に上がるも、8区・宮坂大器が15km過ぎで國學院大・伊地知賢造に追い抜かれ3位に終わる。

- 2023年1月開催の第99回箱根駅伝は出走せず。

- 卒業後も競技の方は継続し、SGホールディングスに所属している。

## 戦績

### 大学駅伝戦績
| 学年（年度）       | 出雲駅伝                    | 全日本大学駅伝               | 箱根駅伝                                   |
| ------------------ | --------------------------- | ---------------------------- | ------------------------------------------ |
| 1年生 （2019年度） | 第31回 ― - ― 出走無し       | 第51回 ― - ― 出走無し        | 第96回 ― - ― 出走無し                      |
| 2年生 （2020年度） | 第32回 （開催中止）         | 第52回 3区-区間3位 33分46秒  | 第97回 2区-区間14位 1時間08分29秒          |
| 3年生 （2021年度） | 第33回 ― - ― 出走無し       | 第53回 2区-区間14位 33分55秒 | 第98回 9区-区間賞 1時間07分15秒 区間新記録 |
| 4年生 （2022年度） | 第34回 6区-区間3位 29分45秒 | 第54回 6区-区間3位 37分21秒  | 第99回 ― - ― 出走無し                      |

## 自己記録
- 1500m - 3分54秒29（2018年6月15日、第71回南関東高等学校陸上競技大会）
- 5000m - 13分45秒82（2022年9月24日、第7回絆記録挑戦会）
- 10000m - 28分29秒43（2021年11月24日、GMOインターネットグループpresentsMARCH対抗戦）
- ハーフマラソン - 1時間02分52秒（2020年1月12日、第47回高根沢町元気あっぷハーフマラソン）